# Дренок (Пробиштип)
Дренок (мкд. Дренок) је насеље у Северној Македонији, у источном делу државе. Дренок је у саставу општине Пробиштип.

## Географија
Дренок је смештен у источном делу Северне Македоније. Од најближег града, Пробиштипа, насеље је удаљено 8 km југозападно.
Насеље Дренок се налази у историјској области Злетово, у средишњем делу Злетовске котлине. Западно од насеља издиже се планина Манговица. Надморска висина насеља је приближно 570 метара.
Месна клима је умерено континентална.

## Становништво
Дренок је према последњем попису из 2002. године имао 26 становника.
Претежно становништво у насељу су етнички Македонци (100%). До почетка 20. века Турци су чинили половину становништва насеља.

Већинска вероисповест месног становништва је православље.